# Edirnský palác
Edirnský palác, nazýván také jako Nový císařský palác, byl palác osmanských sultánů v Edirne, používaný hlavně v době, kdy bylo Edirne hlavním městem říše. Některé budovy paláce stojí dodnes; současně probíhají rekonstrukce k jeho plné obnově.

## Historie
Palác byl vybudován na lovišti a na lesní krytině o rozloze 30-35 hektarů severně od města a na západních březích řeky Tunca. Stavba paláce začala v roce 1450 za vlády sultána Murada II.; po jeho smrti byla stavba zastavena. Po nějakém čase byla stavba dokončena sultánem Mehmedem II. V následujících letech byl palác nadále rozšiřován a kolem něj se stavěly nové budovy, zvláště za vlády Sulejmana I., Ahmeda I., Mehmeda IV., Ahmeda II. a Ahmeda III.
Palác se přestal využívat od roku 1718, kdy se Ahmed III. usídlil v Istanbulu a znovu byl používán až v roce 1768, kdy se sem vrátil Mustafa III. Během poloviny století jeho nevyužívání začal palác chátrat. V roce 1752 jej poničilo zemětřesení a v roce 1776 požár. V roce 1825 byly některé části paláce opraveny Mahmudem II. Palác byl však znovu poničen při ruské okupaci Edirne v roce 1829, kdy byl palác využíván jako vojenský tábor. V letech 1868 až 1873 byly některé budovy opět obnovovány tehdejšími guvernéry města. Nakonec byl palác zničen, když byl v jeho blízkosti edirnským guvernérem odpálen zásobník munice během Rusko-turecké války (1877-78). Konstrukční prvky paláce poté byly vypleněny, aby už nemohly být využity.
Archeolog Mustafa Özer z univerzity Bahçeşehir, který na místě provádí výkopy, zveřejnil několik fotografií, jak palácový komplex vypadal před zničením. Věří se, že ruský fotograf 'mitri Ivanovič Yermakov, který podle historických záznamů bojoval v Rusko-turecké válce jako topograf, navštívil Edirne v míru v 70. letech 19. století a fotil město ulici po ulici. Özer těmto fotografiím přikládá důležitost v rámci rekonstrukcí paláce do původního stavu.

## Vybavení paláce
Palácový komplex se skládal z dvaasedmdesáti budov se sto sedmnácti pokoji, čtrnácti sídel, osmnácti lázní, osmi mešit, sedmnácti bran a třinácti sklepů. V dobách jeho slávy žilo na území paláce 34 tisíc lidí a sloužilo zde okolo 6 tisíc vojáků.
Hlavní budova paláce byla nazývána Cihannüma Kasrı (panoramatický pavilon) nebo Taht-ı Hümayun (sultánský trůn). Zde se nacházelo sídlo sultána, jeho komnaty, škola a ostatní důležité zařízení pro vládu říše. Na jižní části komplexu byly vystavěny tři pavilony pro sultány Mehmeda IV., Mustafu II. a Ahmeda III. Dalšími částmi byl harém pro Valide Sultan (matku sultána), pro čtyři sultánovi manželky, pro şehzady (prince), konkubíny, úředníky a vezíry, ošetřovna a velký přijímací sál. Západní pavilon před přijímacím sálem sloužil pro pracující agy.
Strukturu areálu okolo paláce tvořila řeka Tunca a hráze kolem ní vybudované sultánem Bayezidem II. Edirnský palác zažil i éru sultána Sulejmana I. a jeho hlavního architekta, Mimara Sinana, který vystavěl palác tak, aby k jeho korytům tekla z řeky voda. Postaven byl i vodní kanál, aby palác chránil na okolo.
Sultán Murad IV. zde nechal postavit pavilon İmadiye a zahrady sultán Mehmed IV.

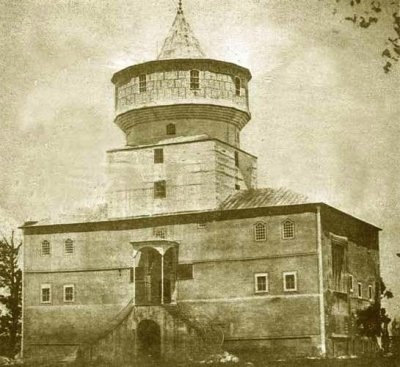
Historická fotografie

### Panoramatický pavilon (Cihannüma Kasrı) a Šťastná brána
V roce 2001 začaly archeologické práce u brány a pokračovaly směrem k přijímacímu sálu. Díky sponzorování od asociace národních paláců bylo restaurování tohoto místa dokončeno již v roce 2004.
Kvůli své architektuře je Cihannüma nejdůležitější částí paláce. Byla vybudována v letech 1450-51 a jedná se o sedmiposchoďovou budovu, ve které je na posledním poschodí obrovská komnata. Nachází se zde komnata sultána, jeho vlajková místnost, knihovna a mešita. Budova byla udržována po několik století. Venkovní schody zde nechal vystavět sultán Abdülaziz. Archeologové zde pracují již od roku 1956.

### Písčité lázně(Kum Kasrı Hamamı)

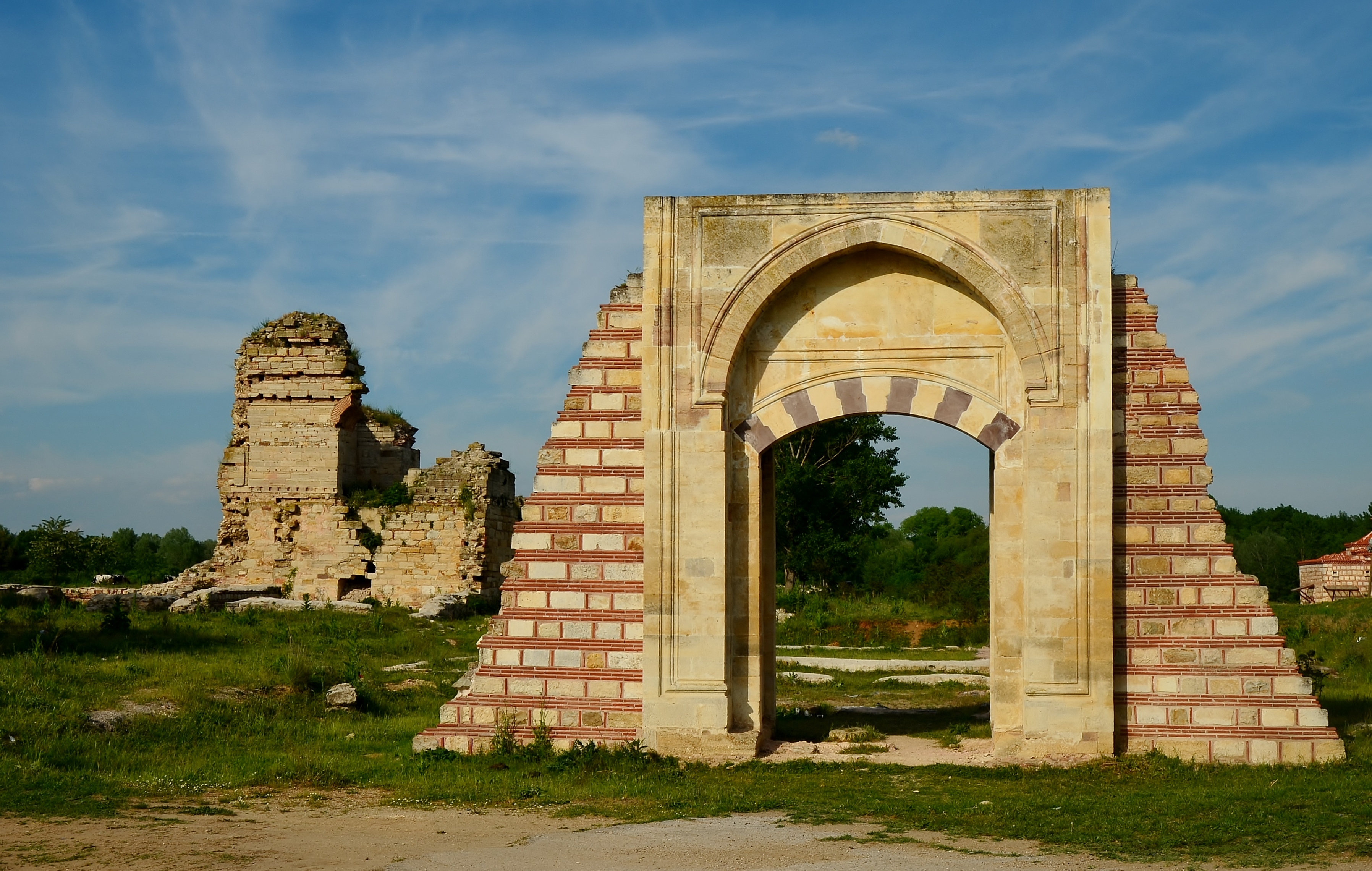
Pozůstatky Šťastné brány

V roce 2000 se vykopávky rozšířily na místo, kde stály místní lázně (hamám). Během prací bylo zjištěno, že se kolem nacházel složitý vodní systém. Byl vybudován sultánem Mehmedem II. Lázně měly tři části; sıcaklık (římské lázně), ılıklık (tepidarium) a soğukluk (frigidarium). Vše bylo ve třech malých dómech a komplex byl napojen na příjezdovou cestu.

### Sultánská kuchyně

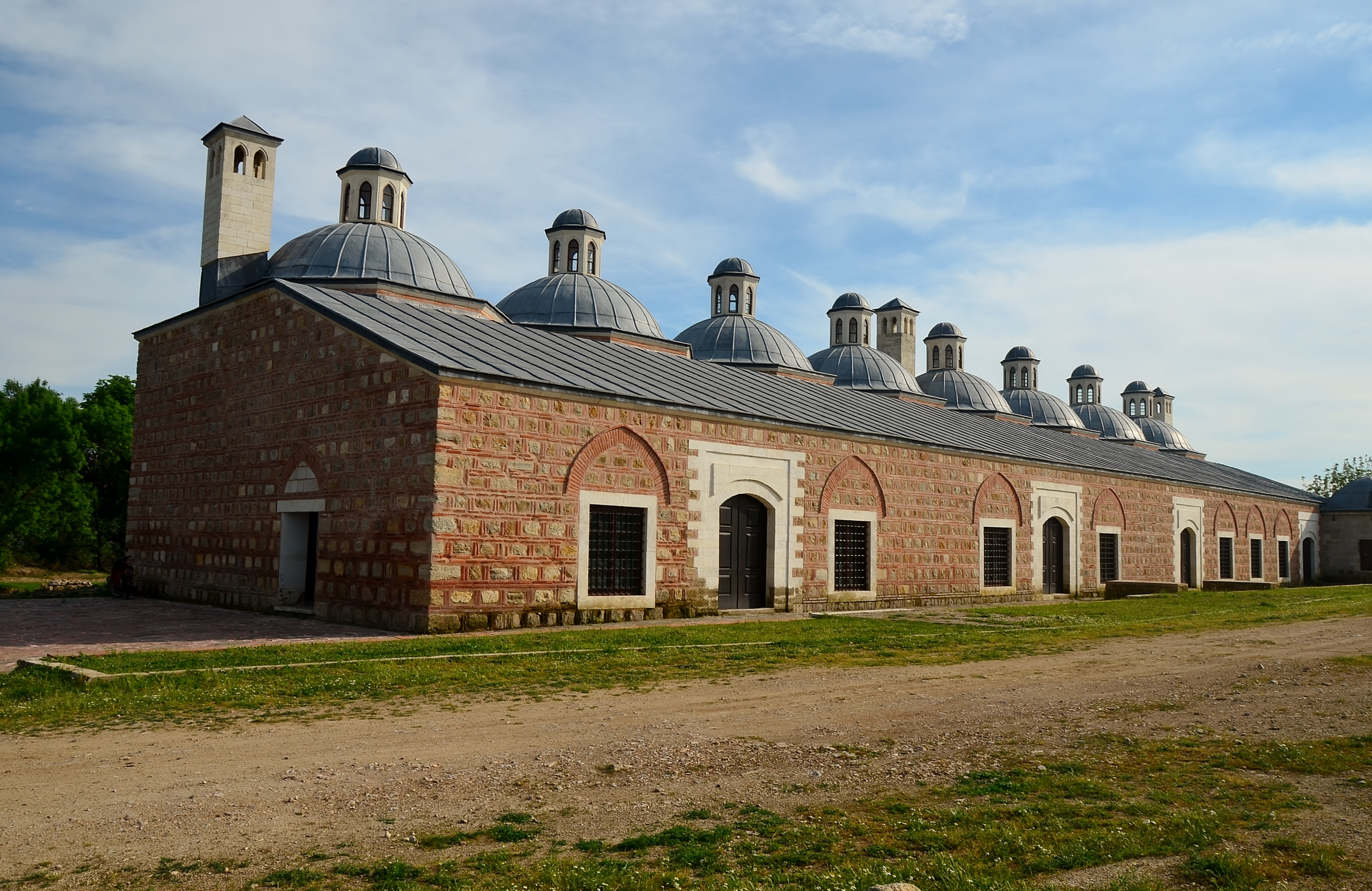
Sultánská kuchyně

Na jihu hlavního nádvoří se nacházela sultánská kuchyně. Jednalo se o dlouhý, obdélníkový komplex skládající se z osmi dómů. Severní část byla rozsáhle poničena. Dnes je tato budova zrestaurována.

### Soud (Kasr-ı Adalet)

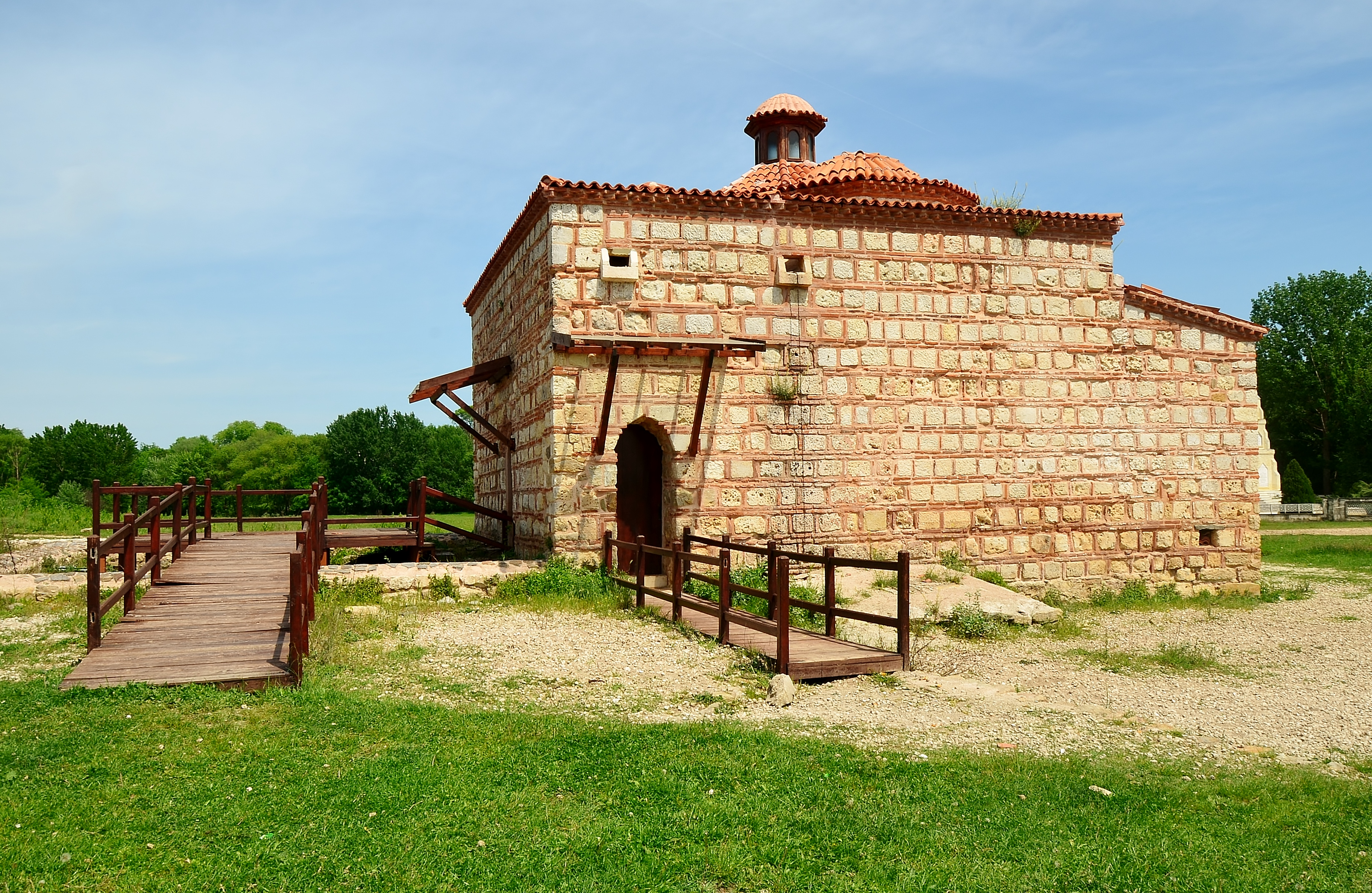
Pozůstatky lázní

Byl postaven v roce 1561 sultánem Sulejmanem I., který byl Turky nazýván zákonodárce. Jedná se o jedinou budovu, která byla nedotčena. S obdélníkovou věží se železnou střechou stojí naproti mostu přes řeku Tunca, který byl vybudován v roce 1452 Mehmedem II. U budovy stojí dva kamenné sloupy. Jeden se nazývá Sloup respektu (Seng-i Hürmet) a byly zde vyvěšovány sultánova rozhodnutí. Druhý se nazývá Výstražný sloup (Seng-i İbret), kde byly vystavovány hlavy zrádců a kriminálníků.

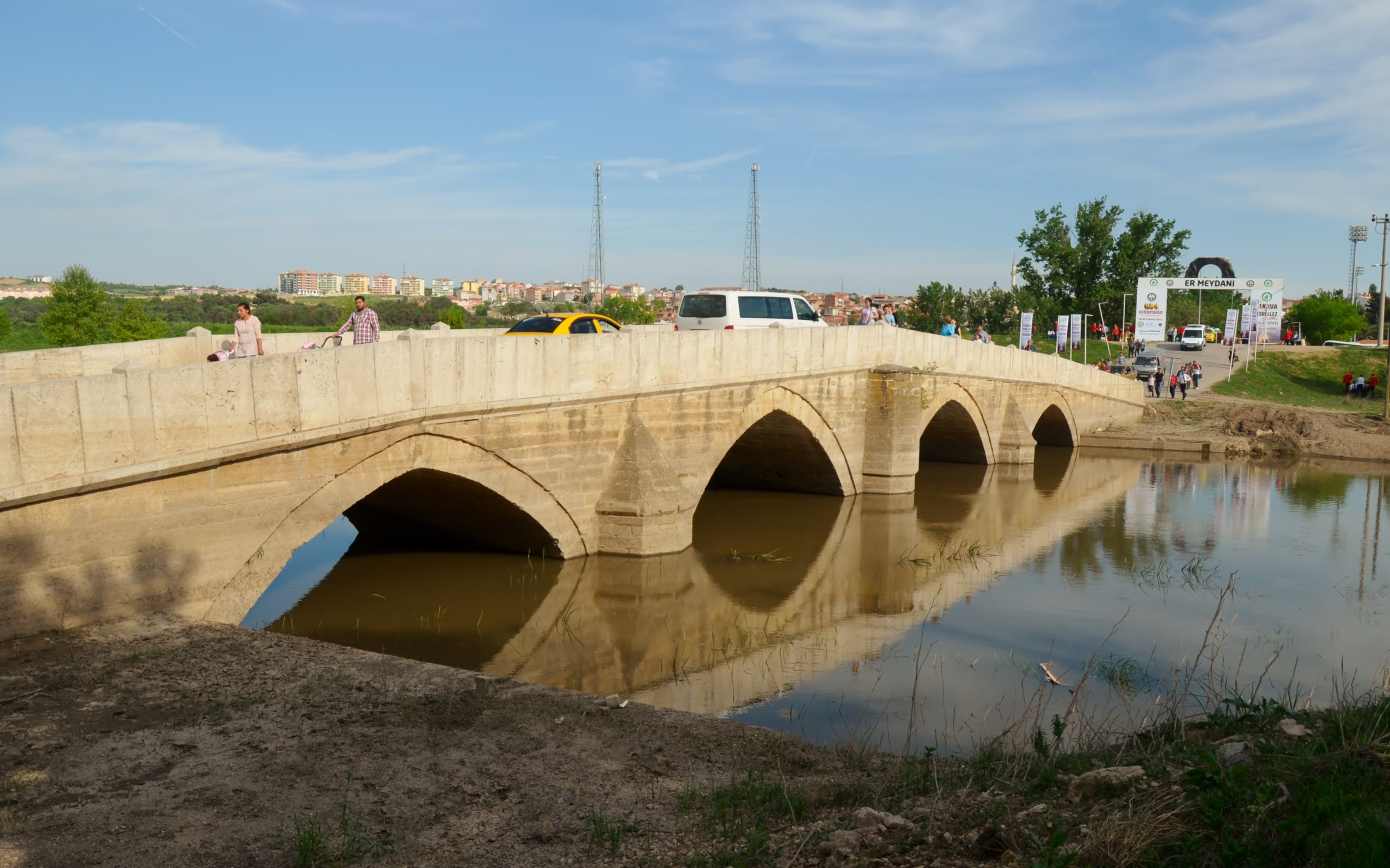
Most Kanuni

### Modlitebna (Namazgah)
Nachází se severovýchodně od lázní a byla vybudována v 16. století. Kousek odtud se nachází fontána.

### Most Kanuni
Most pojmenovány po sultánovi Sulejmanovi I. Zákonodárci (Kanuni) vede přes řeku Tunca a spojuje palác s městem. Byl vybudován v letech 1553-54, je 60 metrů dlouhý a má čtyři oblouky.

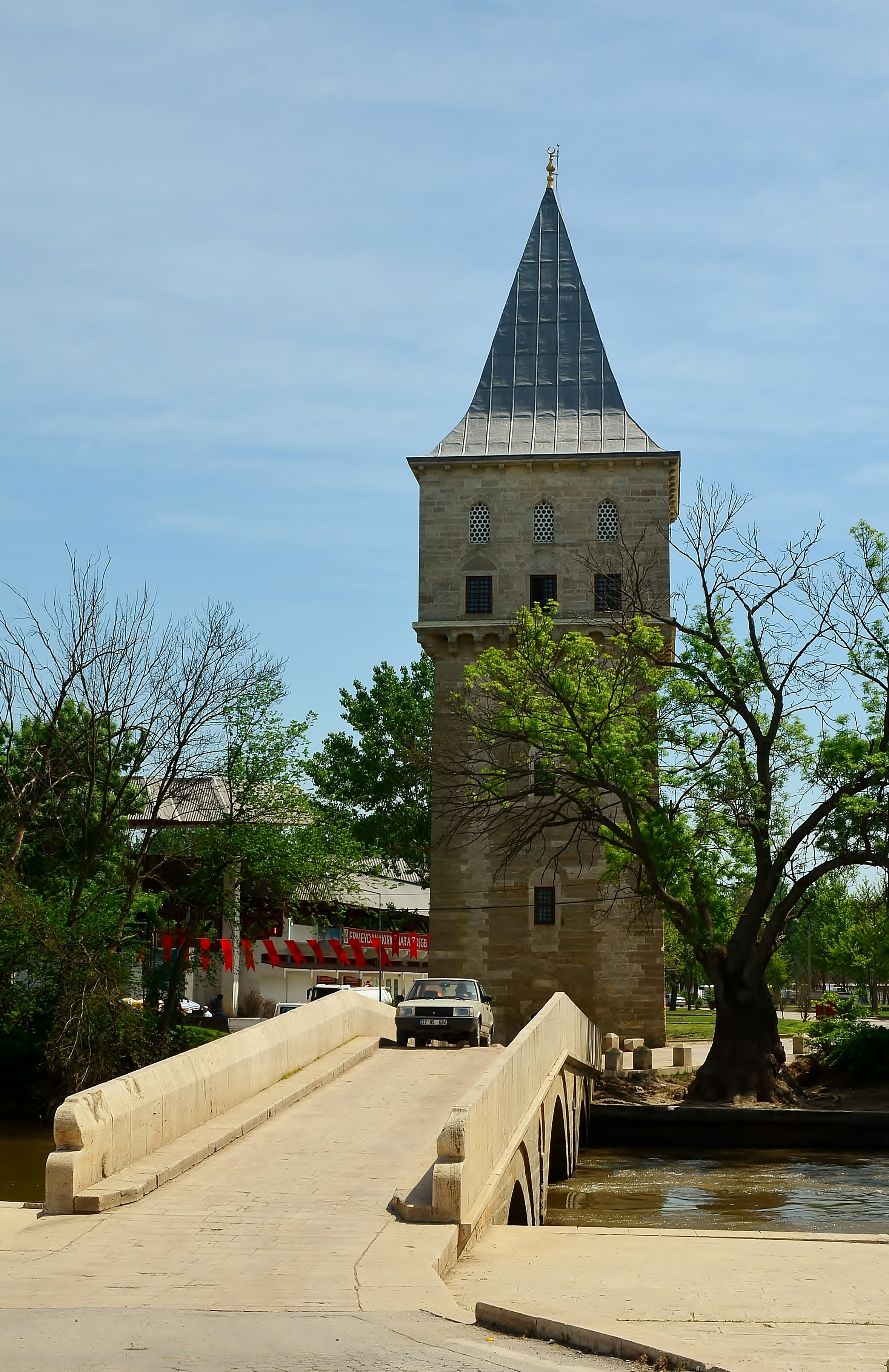
Most Fatih

### Loviště
Bylo vybudováno v roce 1671 sultánem Mehmedem IV., zvaným lovec. V dnešní době se používá a bylo zrestaurováno v roce 2002.